# 金腰燕
金腰燕（学名：Cecropis daurica）为燕科金腰燕属的鸟类，又名胡燕（《名医别录》）、蛇燕（《尔雅翼》）、巧燕（《盛京通志》）、夏侯（《本草经集注》）、舍鹕儿（《田家五行》）、紫燕（《田家五行》）、黄腰燕（《田家五行》）、花燕。牠們在溫帶南部的歐洲丘陵地區以及從葡萄牙、西班牙到日本、印度、斯里蘭卡及熱帶非洲繁殖。印度和非洲的鳥類為留鳥，而歐洲和其他亞洲的鳥類則是遷徙性的。牠們在非洲或印度過冬，偶爾會在聖誕島和北部澳大利亞出現。
金腰燕的習性和外貌與其他空中的食蟲鳥相似，如同科的燕子及不同科的雨燕（雨燕目）。牠們有藍色的背部和暗色的腹部。
牠們與家燕相似，但腹部顏色較深，且有淡色或紅色的尾巴、臉部和頸圈。牠們沒有胸帶，但有黑色的尾下覆羽。牠們飛行速度快，經常在空中捕捉昆蟲，牠們的翅膀寬闊但尖銳。
金腰燕會用喙收集泥土，築造帶有隧道入口的四分之一球形巢穴，並產下3到6枚蛋。牠們通常在山區的懸崖下築巢，但也會適應在建築物如清真寺和橋樑上築巢。
牠們通常不會形成大型繁殖群，但在繁殖季節外則具有群居性。在印度平原上可以一次見到數百隻金腰燕。

## 分類學

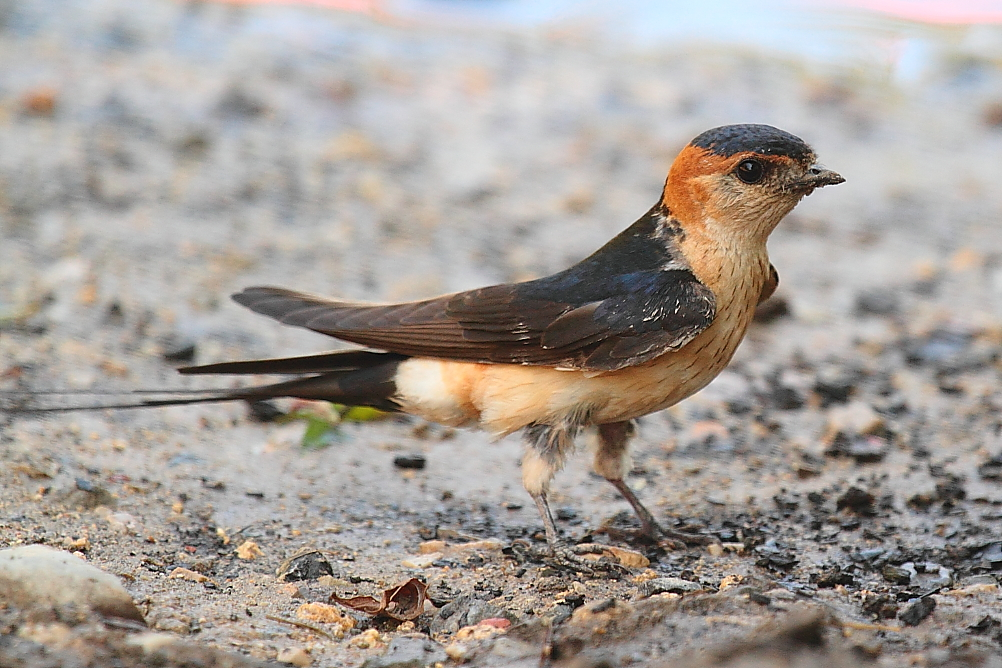
金腰燕，攝於西班牙

金腰燕最早於1769年由芬蘭-瑞典牧師、探險家及自然科學家埃里克·拉克斯曼正式描述，命名為Hirundo daurica，使用的是來自俄羅斯茲梅伊諾戈爾斯克附近的蛇山的標本。目前通常將其歸入1826年由德國科學家弗里德里希·博伊厄創建的金腰燕屬（Cecropis），雖然該屬與燕屬（Hirundo）的區別尚有爭議，有些權威機構仍將其歸入燕屬。博伊創建的屬名Cecropis來自古希臘語，意指雅典女子。種名daurica來自達烏里亞，該地位於俄羅斯貝加爾湖以東的山區。另類屬名Hirundo是拉丁語中「燕子」的意思。一些權威機構認為西非燕是金腰燕的一個亞種。
該物種被認為與赤腰燕形成一個超種複合體。廣泛分布的族群顯示出大量變異，並且有多個亞種被命名。許多這些亞種為遷徙性，並在牠們的冬季棲地重疊，野外識別這些型態並不可靠。斯里蘭卡的繁殖族群hyperythra為留鳥，通常被視為獨立的物種，稱為斯里蘭卡燕。其下腹呈深栗色，頸圈不明顯。
印度大陸的族群C. d. erythropygia有一塊均勻的深栗色尾巴斑，沒有深色軸紋，尾叉較淺，外側尾羽內緣的白色斑點不明顯。C. d. japonica在東亞繁殖，冬季遷徙至泰國、緬甸、印度和北部澳大利亞。牠們的腹部有明顯條紋，尾巴上有淡淡的條紋。沿著喜馬拉雅山脈的族群C. d. nipalensis，冬季遷至印度半島，繁殖範圍從西部的庫魯到東部的不丹和阿魯納恰爾邦。該族群的尾巴顏色較淡，有深色軸紋。南歐亞種C. d. rufula分布於伊比利亞半島，東至巴盧支斯坦和克什米爾，為留鳥，冬季遷往更南方。牠們的尾巴栗色逐漸淡化至接近白色。指名亞種在蒙古和貝加爾湖區繁殖，冬季遷徙至南亞和東南亞。內蒙古的亞種C. d. gephyra與指名亞種幾乎無法區分。非洲的族群包括C. d. kumboensis，分布於塞拉利昂和喀麥隆高原；C. d. melanocrissus，分布於埃塞俄比亞高原；以及C. d. emini，分布於蘇丹、烏干達、肯亞和贊比亞。許多變異僅能通過尾巴和翅膀長度區分，這些隨族群的重疊分布而有所不同。

## 亚种
- 金腰燕指名亚种（学名：Hirundo daurica daurica）。分布于西伯利亚、蒙古、印度以及中国大陆的内蒙古至黑龙江、乌苏里江流域等地。该物种的模式产地在西伯利亚。[13]
- 金腰燕青藏亚种（学名：Hirundo daurica gephrya）。在中国大陆，分布于青海、宁夏、甘肃、四川、云南、西藏、江苏、福建等地。该物种的模式产地在四川松潘。[14]
- 金腰燕普通亚种（学名：Hirundo daurica japonica）。分布于朝鲜、日本、印度、泰国以及中国大陆的内蒙古、黑龙江、南至广东、西南、四川、云南、福建、江苏等地。该物种的模式产地在日本。[15]
- 金腰燕西南亚种（学名：Hirundo daurica nipalensis）。分布于繁殖在喜马拉雅、从旁遮普到尼泊尔、红河、冬季在印度、越南、缅甸以及中国大陆的西藏、云南等地。该物种的模式产地在尼泊尔。[16]

## 分佈與棲地

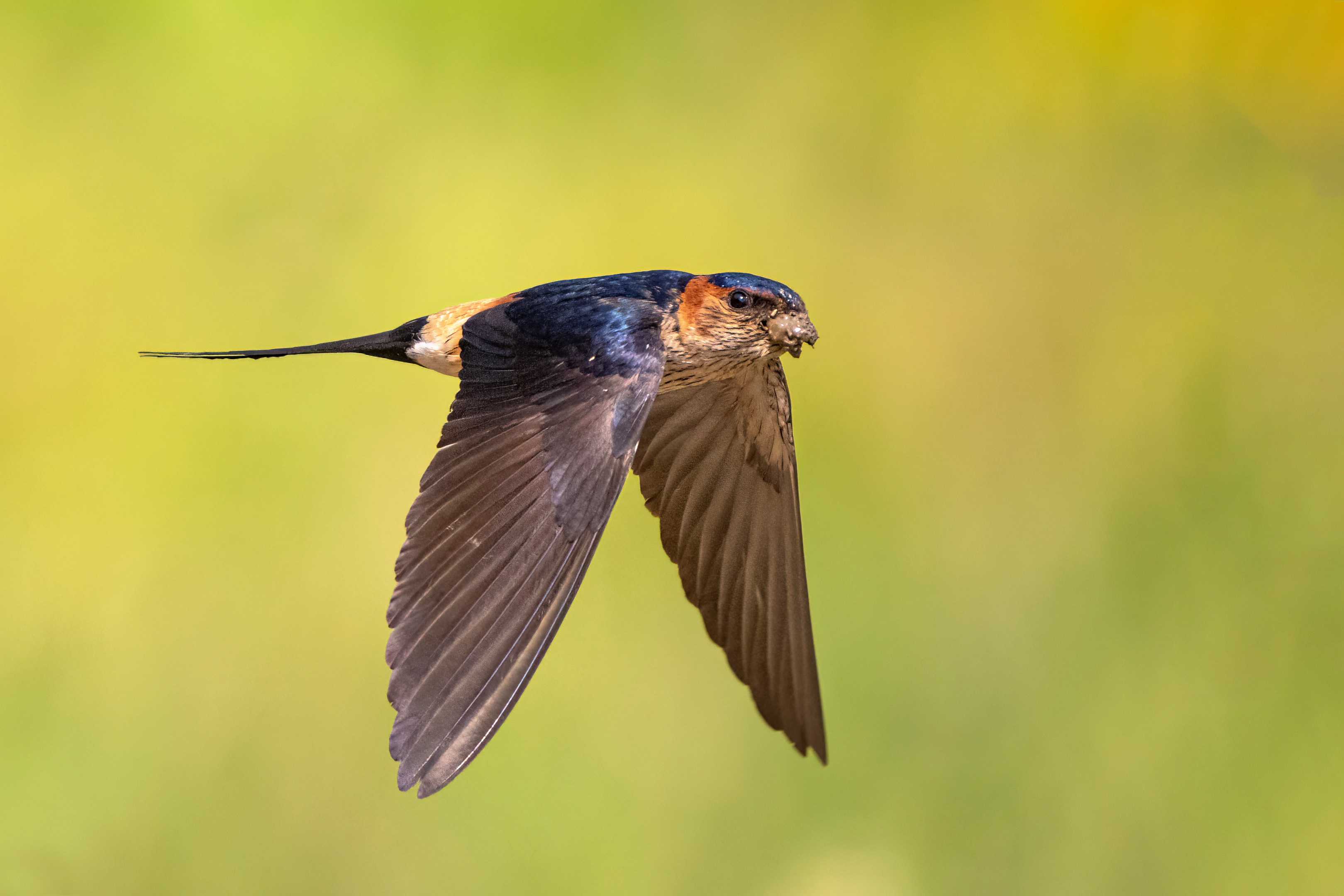
帶著築巢材料飛行

金腰燕的繁殖範圍涵蓋南歐及亞洲東至西伯利亞南部和日本。這些族群連同摩洛哥的鳥類都是遷徙性的，冬季在撒哈拉以南的非洲或南亞過冬。在非洲，自西非東至埃塞俄比亞再南至坦尚尼亞的廣闊地帶有留鳥種群，而大多數印度和斯里蘭卡的繁殖鳥也是全年留鳥。非洲和亞洲的亞種可能會進行局部季節性遷徙。這個物種經常在其繁殖範圍外被觀察到作為迷鳥。

## 行為與生態
這些燕子通常出現在草原上，牠們在空中捕捉昆蟲。牠們有時會利用草原火災或放牧的牛群，因為這些因素會驚動昆蟲飛入空中。

### 繁殖

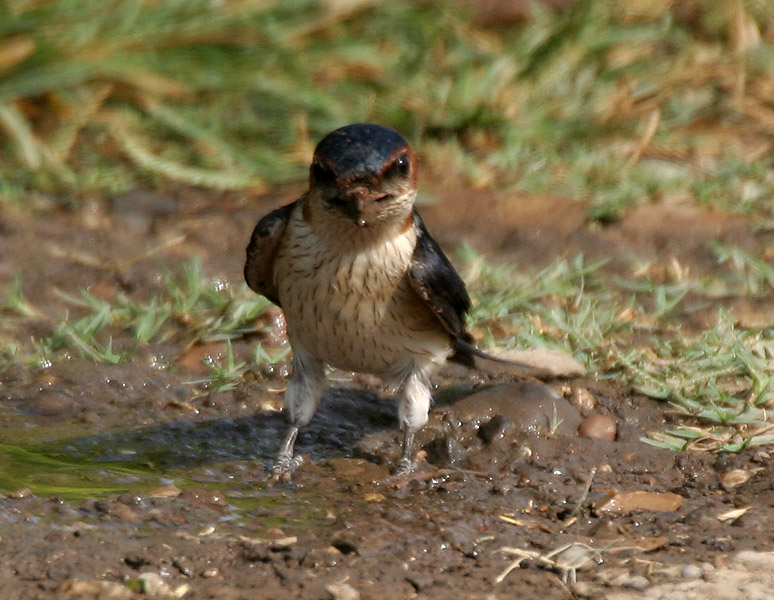
收集泥築巢, 印度

Eggs of Cecropis daurica - 土魯斯博物館

有一種假設認為，泥築巢燕子的巢穴形態演化順序為「開放巢」到「封閉巢」再到「瓶狀巢」，不同物種的築巢行為遵循這個順序。像金腰燕這樣的瓶狀巢築造者，首先建造開放的杯狀巢，然後封閉巢口，最後建造入口隧道。有人提出，封閉巢的發展減少了雄鳥之間為交配而競爭的情況。由於交配在巢內進行，難以進入的設計使得其他雄鳥無法介入。這種競爭的減少促進了像毛腳燕屬和石燕屬這樣的物種密集的聚落繁殖，但聚落繁殖並非必然；大多數金腰燕屬的物種是獨居築巢的。

## 保護狀況
國際自然保護聯盟（IUCN）負責評估物種的保護狀況。如果一個物種的分布範圍狹小、破碎或正在減少，或者其成鳥數量少於10,000隻，或在十年間數量下降超過10%，或者代際間持續減少，該物種會被評估為處於不同程度的威脅中。金腰燕的分布範圍廣泛，且種群數量達數百萬。牠們的分布範圍或數量並未顯著減少，因此被歸類為無危。
金腰燕的分布範圍正在歐洲向北擴展，近幾十年來已在法國和羅馬尼亞定居繁殖。歐洲的繁殖族群估計有10萬至43萬對，或30萬至129萬隻個體。

## 圖集

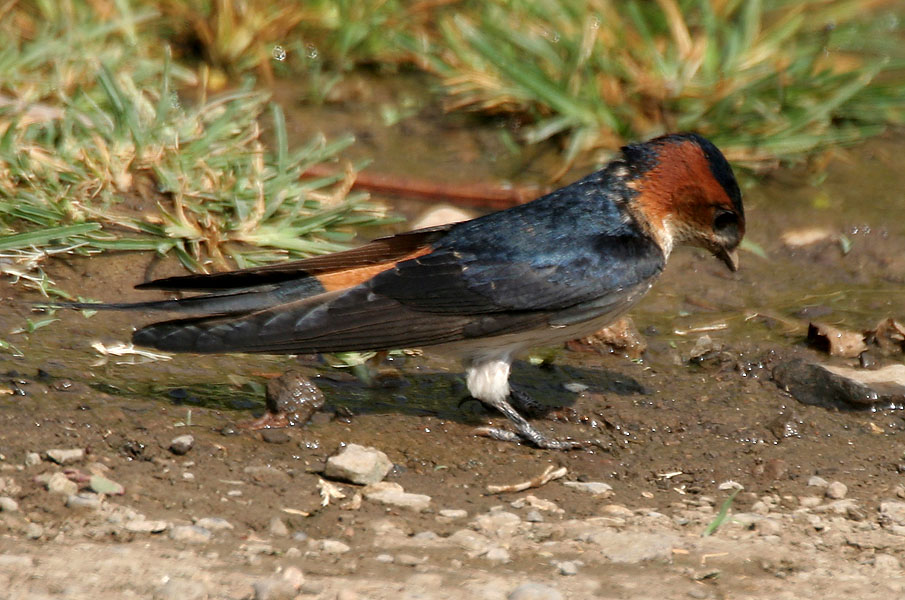
收集築巢用的泥土（[[w:Parli]|帕麗]], 馬哈拉施特拉邦, 印度）
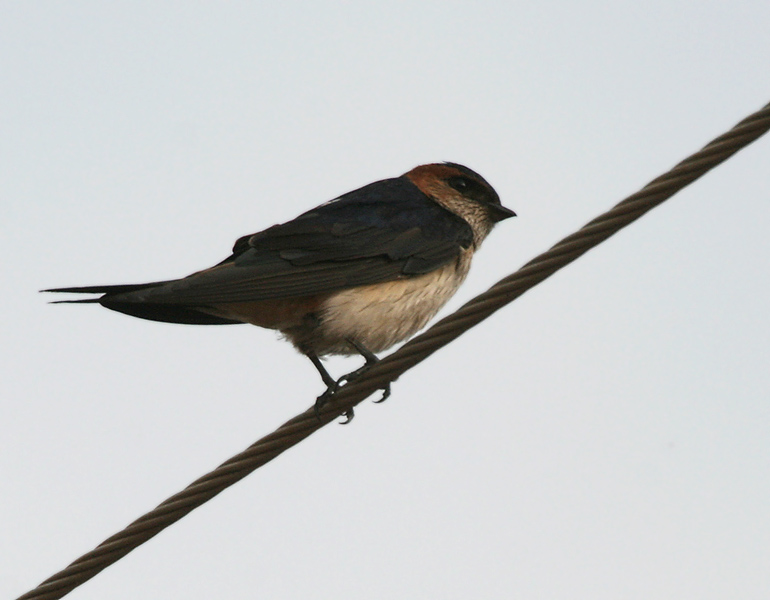
位於 阿南塔吉里山，位於 蘭加雷迪縣 安得拉邦，印度。
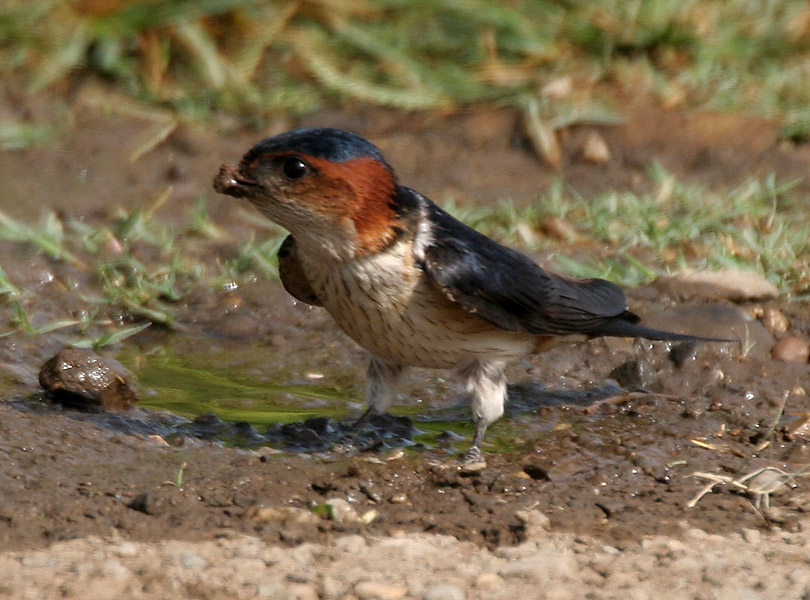
收集泥土用於築巢（[[w:Parli]|帕麗]], 馬哈拉施特拉邦, 印度）
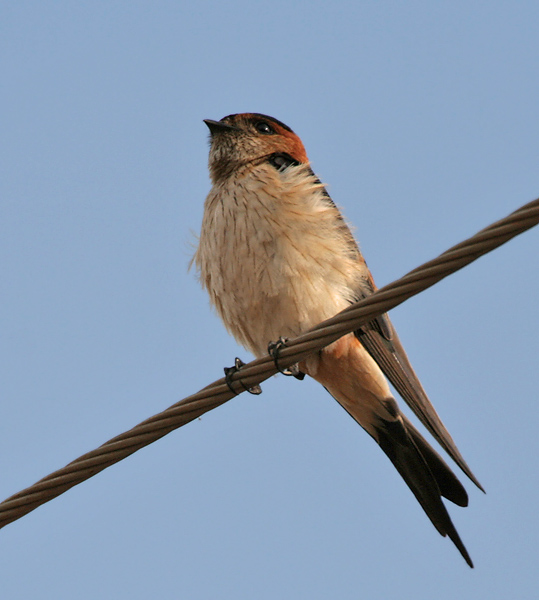
阿南塔吉里山，位於 蘭加雷迪縣 安得拉邦，印度。
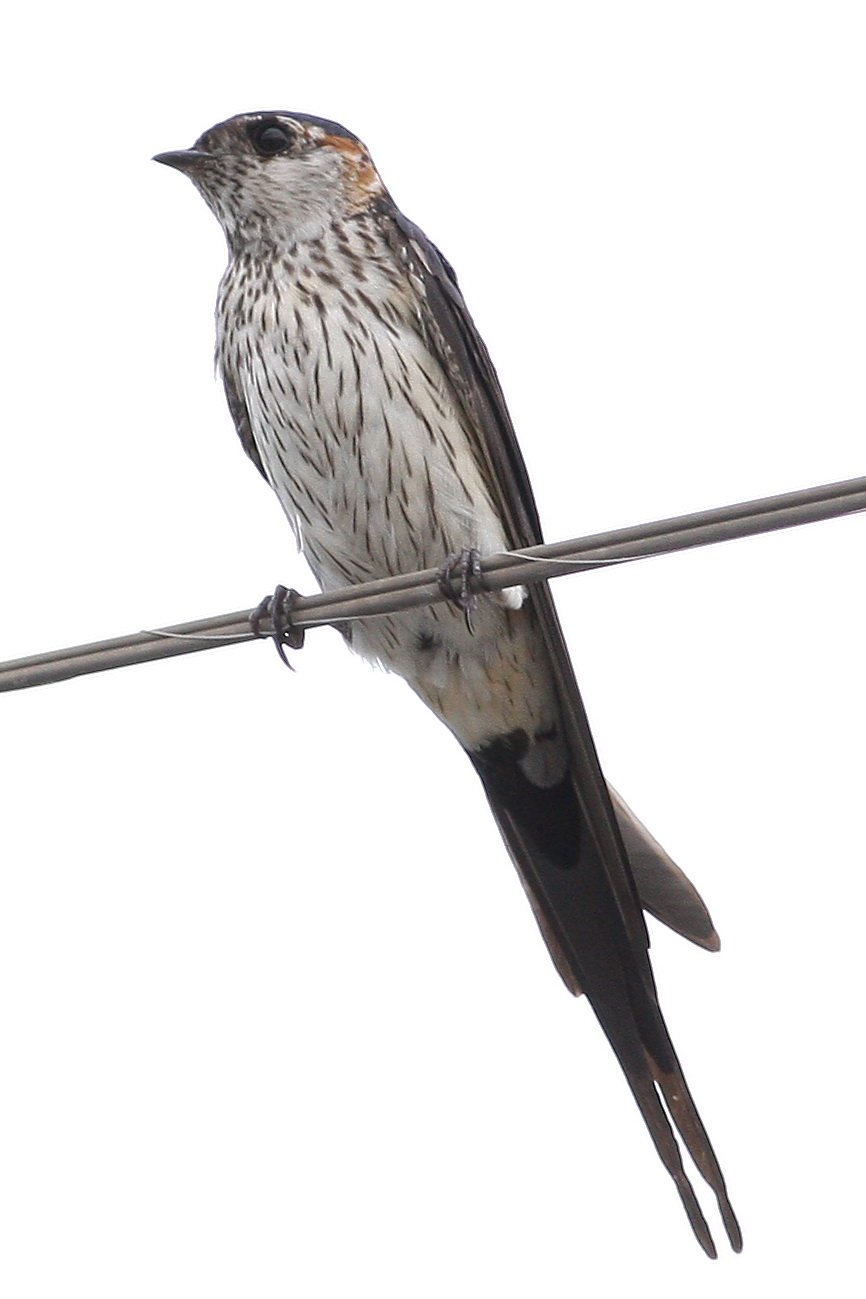
電線上的金腰燕（香港）
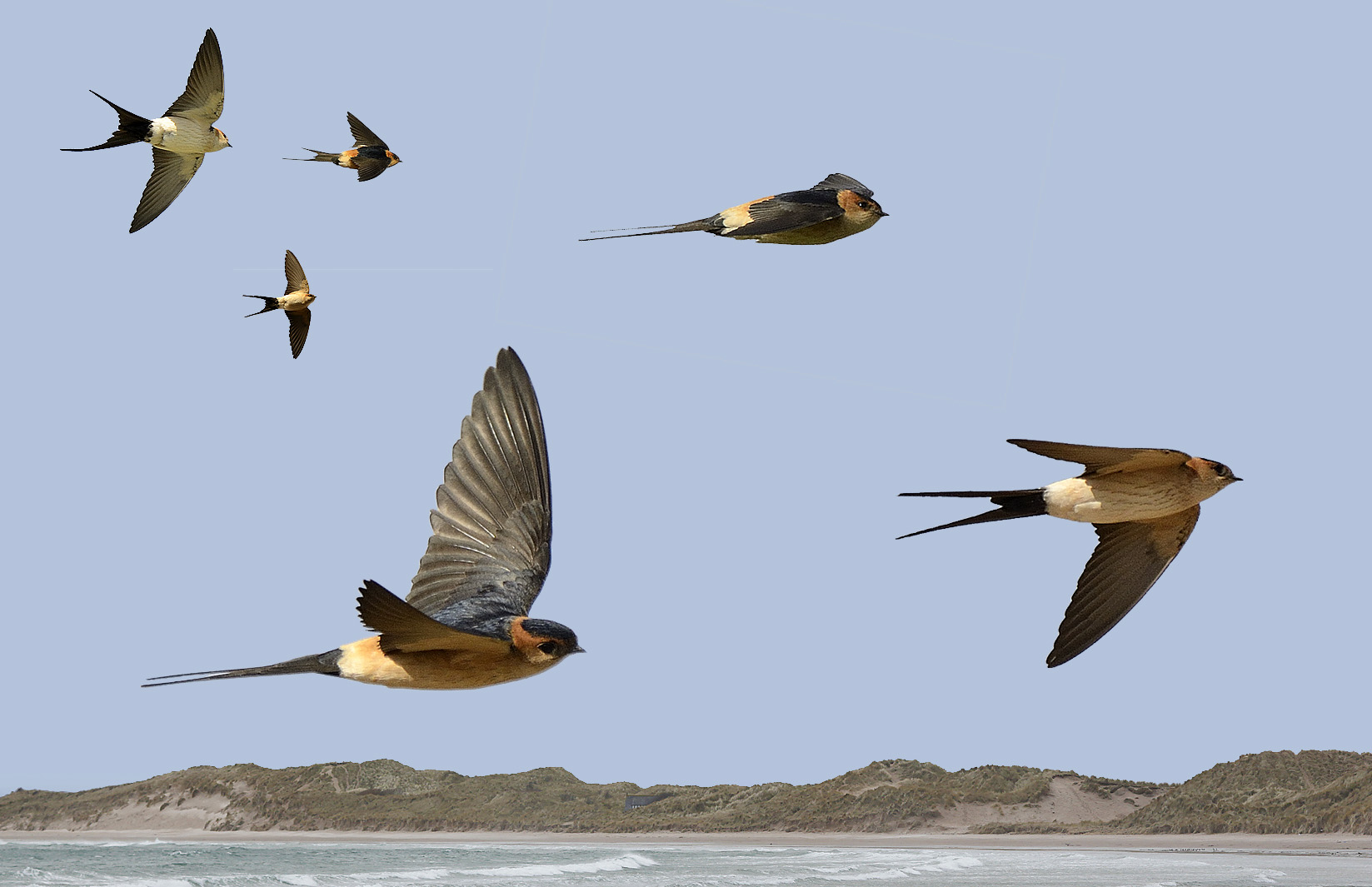
ID composite
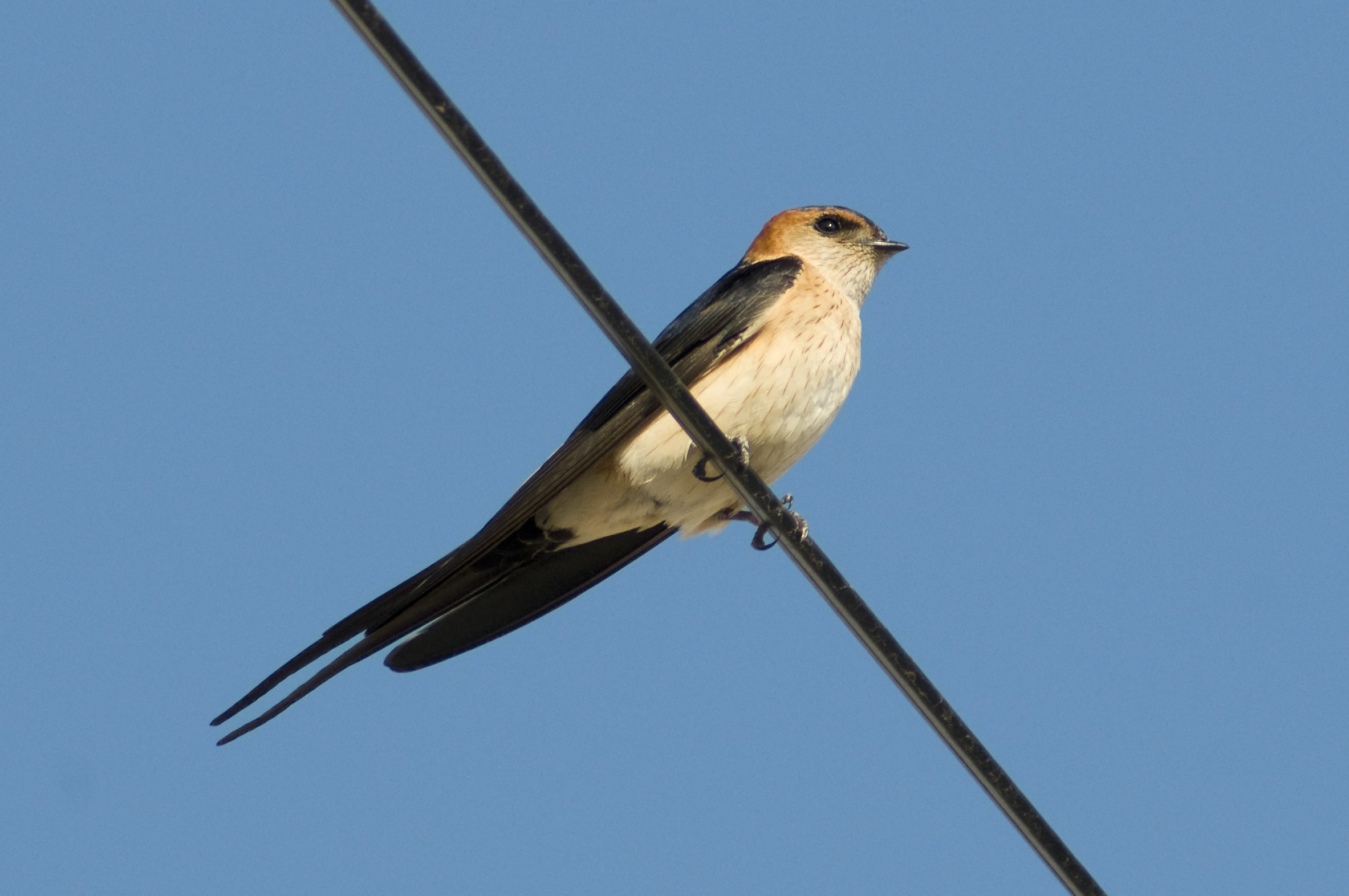
金腰燕 西班牙卡爾佩 - 2018 年 5 月
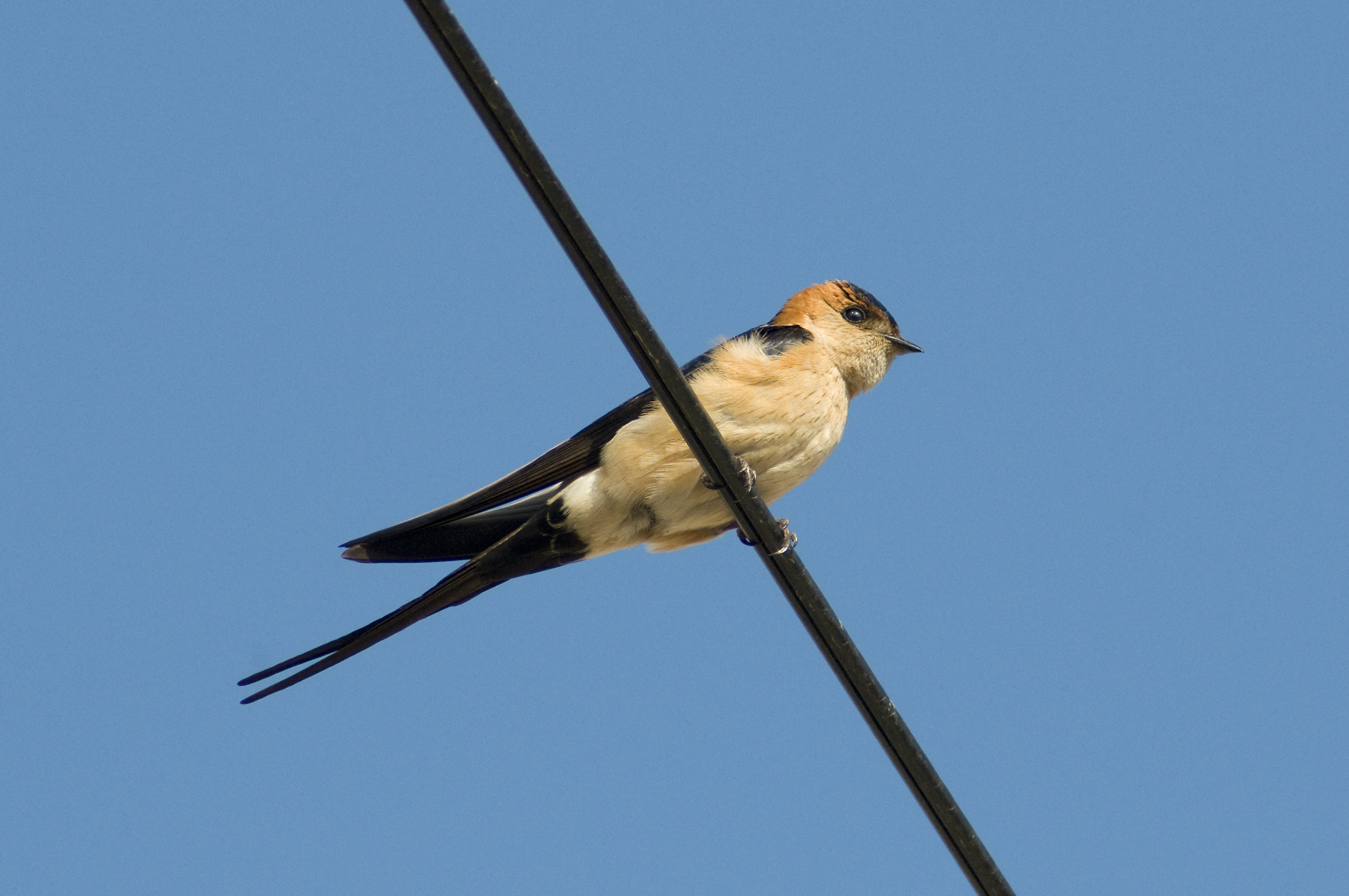
金腰燕 卡爾佩, 西班牙 - 2018 年 5 月